# لیبوریو لیگوری
لیبوریو لیگوری (انگلیسی: Liborio Liguori؛ زادهٔ ۲۴ فوریهٔ ۱۹۵۰) بازیکن فوتبال اهل ایتالیا است.
از باشگاه‌هایی که در آن بازی کرده‌است می‌توان به باشگاه فوتبال رجینا، باشگاه فوتبال آ.اس. رم، و باشگاه فوتبال باری اشاره کرد.